# The Vanguard Group
The Vanguard Group, Inc., nota semplicemente come Vanguard, è una società consulente d'investimenti statunitense con sede a Malvern, Pennsylvania, con un totale di 10.400 miliardi di dollari in asset gestiti globali, a novembre 2024. È il più grande fornitore mondiale di fondi comuni e il secondo dei fondi scambiati in borsa (ETF) dopo iShares di BlackRock. Oltre ai fondi comuni e agli ETF, Vanguard offre servizi di intermediazione, servizi di conti educativi, pianificazione finanziaria, gestione patrimoniale e servizi fiduciari. Numerosi fondi comuni gestiti da Vanguard sono classificati in cima alla lista dei fondi comuni statunitensi per asset in gestione. Insieme a BlackRock e State Street, Vanguard è considerato uno dei grandi tre gestori di fondi indicizzati che giocano un ruolo predominante nell'America aziendale.
Al fondatore e già presidente John C. Bogle fu attribuita la creazione del primo fondo indicizzato disponibile agli investitori individuali, e fu un principale fautore degli investimenti a basso costo per investitori privati, sebbene anche Rex Sinquefield sia accreditato con il primo fondo indicizzato aperto al pubblico pochi anni prima di Bogle.
Vanguard è di proprietà dei fondi gestiti dalla società ed è quindi di proprietà dei suoi clienti. Vanguard offre due classi per la maggior parte dei suoi fondi: azioni investor e azioni admiral. Le azioni admiral hanno tassi di spesa leggermente inferiori, ma richiedono un investimento minimo più elevato, spesso compreso tra 3 000 e 100 000 dollari per fondo. La sede centrale di Vanguard è a Malvern, un sobborgo di Philadelphia. Ha uffici satellite a Charlotte, North Carolina, Dallas, Texas, Washington D.C. e Scottsdale, Arizona. La società ha anche uffici in Canada, Australia, Asia ed Europa.

## Storia

### Gli inizi
Nel 1951, per la sua tesi di laurea all'Università di Princeton, John C. Bogle conduce uno studio in cui scopre che molti dei fondi di investimento non guadagnano più di quanto avrebbero guadagnato investendo nell'indice azionario S&P 500. Non guadagnano di più nemmeno quando le azioni dei fondi superano quell'indice di riferimento. E questo perché le alte commissioni di gestione riducono i rendimenti destinati agli investitori al di sotto dei rendimenti del benchmark. Una constatazione di cui farà tesoro. Subito dopo la laurea Bogle è assunto dalla Wellington Management Company. Nel 1966 conduce una fusione complicata con un gruppo di gestione di fondi con sede a Boston e nel 1970 è nominato amministratore delegato della Wellington. Ma la fusione che aveva condotto non va a buon fine e nel 1974 Bogle è licenziato. Dirà che da quel licenziamento ha imparato molto.
Nel 1974 fonda la Vanguard Company, rifacendosi al nome della nave ammiraglia di Horatio Nelson nella battaglia del Nilo, l'HMS Vanguard. In ufficio tre persone in tutto: lui e due analisti. E avvia il suo primo fondo legandolo alla performance dello S&P 500. Nel 1976, influenzato dalle opere di Paul Samuelson, fonda il First Index Investment Trust (precursore del Vanguard 500 Index Fund), il primo vero fondo comune d'investimento destinato ad un pubblico più vasto. L'inizio è stentato, la raccolta della prima offerta pubblica è di 11 milioni di dollari, inferiore alle aspettative di raccoglierne 150 milioni. Le banche che hanno gestito quell'offerta pubblica suggeriscono di cancellare il fondo per gli scarsi risultati ma Bogle rifiuta. In effetti nei primi anni la crescita delle attività è lenta, in parte dovuta anche al fatto che il fondo non paga commissioni ai broker che lo vendono, il che all'epoca è davvero insolito. In un discorso del 2005 Samuelson, Nobel per l'economia, considererà questa invenzione di Bogle "simile all'invenzione della ruota, dell'alfabeto, della stampa di Gutenberg".

### La crescita
La crescita delle attività ha un'accelerazione dopo l'inizio del mercato rialzista nel 1982 e altre società di fondi comuni di investimento incominciano a copiare il modello di indicizzazione. Fondi che comunque non hanno grande successo poiché di solito richiedono commissioni elevate, andando quindi contro lo scopo dei fondi indicizzati. Nel dicembre 1986 Vanguard lancia il suo secondo fondo comune di investimento, un fondo obbligazionario denominato Total Bond Fund: è il primo fondo di indici obbligazionari mai offerto ai singoli investitori. C'è anche qualche critica come quella che definisce il fondo First Index come un indice dell'indice S&P 500. Nel dicembre 1987 Vanguard lancia il suo terzo fondo, il Vanguard Extended Market Index Fund, un fondo indicizzato sull'intero mercato azionario, escluso lo S&P 500. Nei successivi cinque anni sono lanciati altri fondi, tra cui un fondo azionario a piccola capitalizzazione, un fondo azionario internazionale e un fondo complessivo dell'indice del mercato azionario. Durante gli anni novanta sono offerti diversi altri fondi e Vanguard diventa la più grande società di fondi comuni nel mondo. Grande successo ha un suo fondo, il Windsor Fund, diretto da John Neff, un manager a fianco di Bogle sin dall'inizio in Wellington: per anni i suoi rendimenti (13,7%) battono i rendimenti del S&P 500 di quasi il 3&.
Nel 1996 Bogle, che ha problemi di cuore e deve sottoporsi ad un trapianto, lascia la guida di Vanguard a John J. ("Jack") Brennan, con lui dal 1982. Nel 1999 va in pensione e lascia anche la presidenza. Nel 2008 Brennan è sostituito da F. William McNabb III il quale porta Vanguard, seconda società di fondi al mondo alle spalle di BlackRock, a gestire nel 2016 4,3 trilioni di dollari. A sua volta McNabb III lascia nel gennaio 2018 il ruolo di CEO al capo degli investimenti, Tim Buckley, mantenendo l'incarico di presidente.
Dal 2016 è esplosa tra le maggiori società di gestione del risparmio (BlackRock, Vanguard, State Street) una battaglia sui fondi ETF, i fondi a basso costo. A forza di tagliare i costi, i margini di manovra sono diventati minimi al punto da indurre i gestori a fare ricorso ai robo.advisor, ovvero sistemi di intelligenza artificiale che analizzano in automatico i dati ed elaborano strategie di investimento. Una battaglia estesa anche all'Europa: nel marzo 2018, in risposta all'ingresso nel giugno 2017 di BlackRock nel robo-advisor anglo-tedesco Scalable Capital, Vanguard firma l'accordo con la tedesca Raisin (sta per "raising interest", interessi crescenti), una start up fintech con sede a Berlino 5 miliardi di euro di gestione, per distribuire i propri DETF in Europa. Secondo le proiezioni di Bloomberg, Vanguard sarà la prima a sfondare il muro dei 10 000 miliardi di asset entro il 2023.

## Principali partecipazioni
- Advance Auto Parts - 10,25
- Absa Group Limited - 3,00%
- Merck Group - 5,00%
- The Wendy's Company - 7,8%
- SoftBank Group - 2,19%
- The Walt Disney Company - 7,4%
- Warner Bros. Discovery - 6,79%
- Meta Platforms - 7,45 %